# قنبلة طائرة

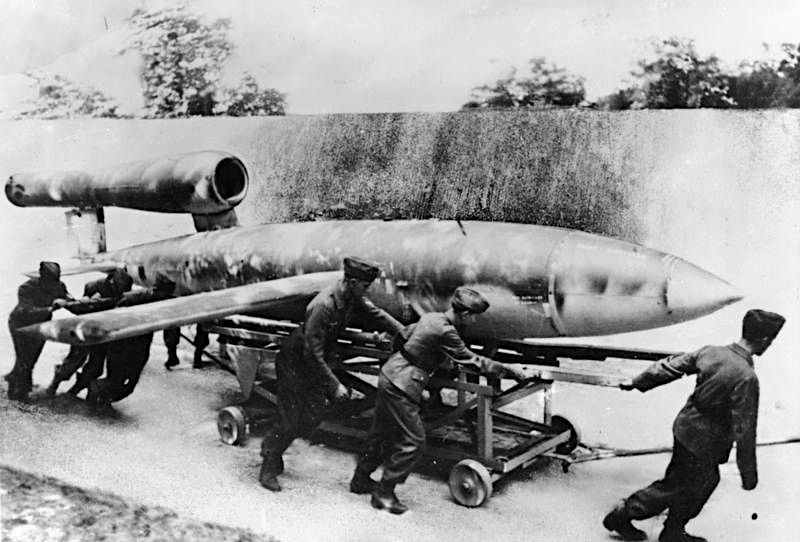
في-1

القنبلة الطائرة أو القذيفة الموجهة هي طائرة دون طيارة تحمل رأسًا حربيًا متفجرًا كبيرًا، سابقًا للصاروخ الجوال المعاصر. تصطدم قنبلة طائرة في هدفها وبذلك يتم تدميرها في هجومها وهذا مغايرٌ للطائرة قاذفة القنابل التي تهدف إلى إطلاق قنابل ثم إعادتها إلى قاعدتها لإعادة استخدامها.
غالبًا ما يرتبط مصطلح القنبلة الطائرة بسلاحين محددين من أسلحة الحرب العالمية الثانية، وهما الألماني V-1 والأُهكة أو الأُوكة اليابانية (Ohka). الأولى كانت بلا طيار وهي أول صاروخ جوال معروف وضع في القتال؛ أما الثانية فحملت طيارًا في مهمة كَميكازي.